# David Barbarino
David Barbarino  (* 1980 in Wiesbaden) ist ein deutscher Künstler.

## Leben
David Barbarino ist der Sohn des Regisseurs und Theaterautors Stephan Barbarino. Er studierte ab 2001 am Central Saint Martins College of Art and Design und schloss 2005 sein Studium mit dem Bachelor ab.

Im November 2005 stellte er im Maeda Studio in Kitakyūshū und in Tokyo aus.
Von August bis November 2007 verlegte er sein Atelier nach Lambrate, einem Stadtteil von Mailand. In einer großen ehemaligen Eisenwarenhandlung konnte er arbeiten, bevor der Komplex abgerissen wurde.
Seit dem Frühjahr 2008 lebt und arbeitet Barbarino in Berlin.

## Ausstellungen
- 2010 Group show, „Inspired by Soane“, Sir John Soane Museum, London.
- 2010 Group show, „6 Days of New Media“,Berlin.
- 2009 „Lost World - Jurassic Paint“,New paintings, Berlin.
- 2009 Group show „The Real Thing“, curated by vvork, MU Eindhoven
- 2009 „Lost World Jurassic Paint“, Studio Manteuffelstraße, Berlin
- 2008 „Made in Munich“ Editionen von 1968 bis 2008, Haus der Kunst, München
- 2008 „Brilliantfeuerwerk“, Haus der Kunst, Munich
- 2008 Group show „The Dark Show“, Wallis Gallery, London
- 2007 „Conte Rosso“, Studioshow, Lambrate, Milano
- 2007 „Postmodern“, Installation for the Generali Foundation, München
- 2007 Cofounds the „Clockworkgallery“, Berlin
- 2006 Permanent show in the „A5 Gallery“
- 2005 Group show „Playtime“, Minami-Aoyama Minatoku, Tokyo
- 2005 Takes part in the CCA Research Programm, Kitakyūshū, Japan
- 2004 „Utopia Sation“, Haus der Kunst, München